# NGC 4930
NGC 4930 is een balkspiraalstelsel in het sterrenbeeld Centaur. Het hemelobject werd op 8 juni 1834 ontdekt door de Britse astronoom John Herschel.

## Synoniemen
- ESO 323-74
- MCG -7-27-29
- DCL 481
- IRAS 13012-4108
- PGC 45155